# Índia na Universíada de Verão de 2021
A Índia participou da Universíada de Verão de 2021, que aconteceu em Chengdu, na China, entre 28 de julho e 8 de agosto de 2023.
Foram 263 atletas — 131 masculinos e 132 femininos — em 11 modalidades olímpicas e uma não olímpica — o wushu.

## Competidores
Estas foram as modalidades e atletas que disputaram a edição:
| Esporte       | Masculino | Feminino | Total |
| ------------- | --------- | -------- | ----- |
| Atletismo     | 40        | 42       | 82    |
| Badminton     | 6         | 6        | 12    |
| Esgrima       | 12        | 12       | 24    |
| Judo          | 6         | 7        | 13    |
| Natação       | 12        | 12       | 24    |
| Taekwondo     | 13        | 13       | 26    |
| Tênis         | 4         | 4        | 8     |
| Tênis de mesa | 5         | 5        | 10    |
| Tiro          | 11        | 9        | 20    |
| Tiro com arco | 6         | 6        | 12    |
| Voleibol      | 12        | 12       | 24    |
| Wushu         | 4         | 4        | 8     |
| Total         | 131       | 132      | 263   |

## Medalhas

### Por modalidade
Estas foram as medalhas por modalidade nesta edição:
| Esporte       | Medalha de ouro | Medalha de prata | Medalha de bronze | Total de medalhas |
| ------------- | --------------- | ---------------- | ----------------- | ----------------- |
| Tiro          | 8               | 4                | 2                 | 14                |
| Tiro com arco | 3               | 1                | 3                 | 7                 |
| Atletismo     | 0               | 0                | 4                 | 4                 |
| Judô          | 0               | 0                | 1                 | 1                 |
| Total         | 11              | 5                | 10                | 26                |